# Mirai Moriyama
Pour les articles homonymes, voir Moriyama (homonymie).
Mirai Moriyama (森山 未來, Moriyama Mirai), né à Kobe le 20 août 1984 , est un acteur et danseur japonais.

## Biographie
Natif de Kobe, Mirai Moriyama pratique la danse depuis l'âge de cinq ans, mais c'est au théâtre, dans la pièce Boys Time (1999) d'Amon Miyamoto (ja), qu'il fait ses débuts en tant qu'acteur.
En octobre 2013, il part pour un an en Israël en tant qu'envoyé culturel du Japon de l'Agence pour les Affaires culturelles, au sein de la compagnie de danse Inbal Pinto and Avshalom Pollak Dance Company (en).

## Filmographie

### Au cinéma
- 2003 : Riborubā aoi haru (リボルバー 青い春?) de Takeshi Watanabe : Tatsutoshi
- 2004 : Crying Out Love in the Center of the World (世界の中心で、愛をさけぶ, Sekai no chūshin de, ai o sakebu?) d'Isao Yukisada : Sakutaro Matsumoto
- 2005 : School Daze (スクールデイズ, Sukūru deizu?) de Kentarō Moriya (ja)
- 2007 : Metal Macbeth (メタルマクベス, Metaru Makubesu?) d'Akira Maejima
- 2007 : Sumairu seiya no kiseki (スマイル 聖夜の奇跡?) de Takanori Jinnai (ja) : Shuhei Sano
- 2008 : Hyakuman-en to nigamushi onna (百万円と苦虫女?) de Yuki Tanada (ja) : Ryōhei Nakajima
- 2008 : 20th Century Boys (20世紀少年, 20-seiki shōnen?) de Yukihiko Tsutsumi : artiste comique
- 2009 : 20th Century Boys, chapitre 2 : Le Dernier Espoir (２０世紀少年 第2章 最後の希望, 20-seiki shōnen: Dai 2 shō - Saigo no kibō?) de Yukihiko Tsutsumi : Kakuta
- 2009 : Fish Story (フィッシュストーリー, Fisshū Sutōrī?) de Yoshihiro Nakamura
- 2009 : Goemon rokku (五右衛門ロック?) de Takehiko Watanabe : Karma
- 2009 : 20th Century Boys 3: Redemption (20世紀少年 最終章 ぼくらの旗, 20-seiki shōnen: Saishū shō - Bokura no hata?) de Yukihiko Tsutsumi : Kakuta
- 2011 : Sono machi no kodomo (その街のこども?) de Tsuyoshi Inoue (ja)
- 2011 : Seiji: Riku no sakana (セイジ 陸の魚?) : Boku
- 2011 : Moteki (モテキ?) de Hitoshi Ōne (ja) : Yukiyo Fujimoto
- 2012 : Kueki ressha (苦役列車?) de Nobuhiro Yamashita (ja) : Kanta Kitamachi
- 2012 : Kita no kanaria-tachi (北のカナリアたち?) de Junji Sakamoto
- 2013 : Seven Souls in the Skull Castle (髑髏城の七人, Dokurojō no shichinin?) de Hidenori Inoue : TenmaOh
- 2013 : Jinrui shikin (人類資金?) de Junji Sakamoto : Seki
- 2016 : Rage (怒り, Ikari?) de Lee Sang-il
- 2019 : Samurai Marathon (サムライマラソン, Samurai marason?) de Bernard Rose
- 2019 : Les Voleurs de chevaux (オルジャスの白い馬, Orujasu no shiroi uma?) de Yerlan Nurmukhambetov et Lisa Takeba
- 2019 : I Was a Secret Bitch ("隠れビッチ"やってました。, "Kakure Bicchi" Yattemashita?) de Kōichirō Miki : Mitsuaki Misawa
- 2020 : Underdog (アンダードッグ, Andā doggu?) de Masaharu Take

### À la télévision
- 2004 : Itoshi kimi e : Tomokawa Mitsuo
- 2004 : Rasuto kurisumasu (série télévisée) : Tappei Hayama
- 2006 : Yakusha damashii! (série télévisée) : Aikawa Mamoru
- 2008 : Kanshiki no genba (série télévisée
- 2008 : Keiji no genba (série télévisée)
- 2008 : Torishimarareyaku shinyūshain (TV)
- 2008 : Rookies (série télévisée) : Harimoto Takumi
- 2010 : Sono machi no kodomo (TV)
- 2010 : Moteki (série télévisée) : Fujimoto Yukiyo
- 2010 : Hei no naka no chūgakkō (TV)
- 2012 : Shokuzai (série télévisée) : Takahiro Otsuki
- 2013 : Meoto zenzai (série télévisée, 1 épisode) : Ryūkichi koreyasu
- 2015 : Enka: Gold Rush (série télévisée) : Kumagai

### Doublage
- 2012 : Seinto oniisan (聖☆おにいさん?) : Jesus Christ (voix)

## Spectacles de danse
- 2015 : Judas, Christ with Soy[1]

## Distinctions
Sauf indication contraire, les informations mentionnées dans cette section peuvent être confirmées par la base de données cinématographiques IMDb,  présente dans la section « Liens externes ».

### Récompenses
- 2004 : prix Blue Ribbon de la révélation de l'année pour Crying Out Love in the Center of the World[2]
- 2005 : révélation de l'année pour Crying Out Love in the Center of the World aux Japan Academy Prize[3]
- 2012 : prix Mainichi du meilleur acteur pour Moteki[4]
- 2012 : Nikkan Sports Film Award du meilleur acteur dans un second rôle pour Kita no kanaria-tachi[5]
- 2013 : prix Kinema Junpō du meilleur acteur pour Kueki ressha[6]
- 2021 : prix Mainichi du meilleur acteur pour Underdog[7]
- 2021 : prix Kinema Junpō du meilleur acteur pour Underdog[8]

### Nominations
- 2005 : prix du meilleur acteur dans un second rôle pour Crying Out Love in the Center of the World aux Japan Academy Prize[3]
- 2013 : prix du meilleur acteur pour Kueki ressha et prix du meilleur acteur dans un second rôle pour Kita no kanaria-tachi aux Japan Academy Prize[9]
- 2017 : prix du meilleur acteur dans un second rôle pour Rage aux Japan Academy Prize[10]